# RADIO 4Gamer
『RADIO 4Gamer』（レディオ フォーゲーマー）は、2010年4月8日から2015年1月2日(リピート放送期間含む)まで文化放送超!A&G+で放送されていたゲーム情報サイト「4Gamer.net」の動画付きラジオ番組。

## 放送時間
- 毎週木曜日 22:00 - 22:30
- リピート放送: 金曜日 11:00 - 11:30

第50回（2011年3月17日）は更新を休止し前週の再放送を行ったため、欠番となっている。
2015年1月1日の放送時間枠は、最終回（第237回）のリピート放送で穴埋めされた（翌日のリピート放送枠も同様）。

## パーソナリティ
岡本信彦
声優。出演当時はプロ・フィット所属、現在はラクーンドッグ所属・代表取締役。詳細は該当記事を参照
本ラジオの後継番組にあたる『RADIO 4Gamer Tap(仮)』では当初出演していなかったが、第8回よりパーソナリティとして復帰する事が同ラジオ第7回にて発表された。
マフィア梶田
4Gamer.netライター
『杉田智和のアニゲラ!ディドゥーーン』では、第100回までSP田中名義を使用していた。
第72回・第73回は熱中症のため欠席。
なお、本ラジオの後継番組にあたる『RADIO 4Gamer Tap(仮)』にもメインパーソナリティとして出演している。

## コーナー
Message 4Gamer
リスナーから寄せられたふつおたを紹介する。
Playing 4Gamer
毎回1つのゲームを実際にプレイしながら紹介する。
NEWS 4Gamer
4Gamer.netからの最新ニュースを紹介する。
マフィアの部屋
ゲストを招いてゲームをプレイする。
しこ'S ショータイム
エンディングで岡本が隠したコインが左右どちらの手に入っているかを梶田が当てる。
おまけ 4Gamer
ニコニコ動画チャンネル「4Gamerちゃんねる」で配信されている動画、
第52回までは番組収録後の反省会。第53回からは「Playing 4Gamer」ディレクターズカット版が配信されている。
「マフィア梶田の二次元が来い!」からでも視聴可能。

### 過去のコーナー
しこしこじゃんけん（第107回～）
番組の最後で岡本と梶田がじゃんけんをする。
第123回より、梶田曰く「テコ入れ」として負けた方が次回で罰ゲームを受ける事になった。
罰ゲームは岡本側は「ウインドブレイカーしこりん」の物語を語り、梶田側はリスナーからレシピが送られた創作料理を食べる「しこズクッキング」になる。
つるしこ問答
エンディングに梶田・岡本が隔回で互いの質問に答える。
「ソモサン」「セッパ」の掛け声の後に質問をし、宛先告知後に回答する。

## 番組で取り上げたゲーム
- 第1回：メタルギアソリッド ピースウォーカー
- 第2回：龍が如く4 伝説を継ぐもの
- 第3回：北斗無双
- 第4回：スーパーストリートファイターIV
- 第5回：NO MORE HEROES 英雄たちの楽園
- 第6回：ニーア・レプリカント
- 第7回：ロスト プラネット 2
- 第8回：スカーレッドライダーゼクス
- 第10回：初音ミク -Project DIVA-ドリーミーシアター
- 第11回：ゴースト トリック
- 第12回：ときめきメモリアル Girl's Side 3rd Story
- 第13回：ラブプラス+
- 第14回：BLAZBLUE CONTINUUM SHIFT
- 第15回：武装神姫 BATTLE MASTERS
- 第16回：ドラゴンクエスト モンスターバトルロードビクトリー
- 第17回：戦国BASARA3
- 第18回：ドラゴンネスト
- 第19回：コープスパーティー ブラッドカバー リピーティッドフィアー
- 第20回：超次元ゲイム ネプテューヌ
- 第21回：モンハン日記 ぽかぽかアイルー村
- 第22回：ケイン アンド リンチ2 ドッグ・デイズ
- 第23回：フロントミッション エボルヴ
- 第24回：UFC Undisputed 2010（英語版）
- 第25回：クロヒョウ 龍が如く新章
- 第27回：iPhoneアプリゲーム（「Chaos Rings」「聖剣伝説2」「ファイナルファンタジータクティクス 獅子戦争」）
- 第28回：LORD of ARCANA
- 第29回：NO MORE HEROES 2 DESPERATE STRUGGLE
- 第30回：VANQUISH
- 第31回：DREAM C CLUB Portable
- 第32回：とんがりボウシと魔法のお店
- 第33回：クリミナルガールズ
- 第34回：モンスターハンターポータブル 3rd
- 第35回：アサシン クリード ブラザーフッド
- 第36回：キャッスルヴァニア ロード オブ シャドウ
- 第37回：二ノ国 漆黒の魔導士
- 第38回：The 3rd Birthday
- 第39回：無限回廊 光と影の箱
- 第40回：電脳戦機バーチャロン フォース(Xbox 360版)
- 第42回：アルカナハート3
- 第43回：戦場のヴァルキュリア3
- 第44回：逆転検事2
- 第45回：ぎゃる☆がん
- 第46回：CATHERINE[2]
- 第47回：ファンタシースターポータブル2 インフィニティ
- 第48回：DISSIDIA 012[duodecim] FINAL FANTASY
- 第49回：真・三國無双6
- 第51回：イケニエノヨル
- 第52回：MOON DIVER（英語版）
- 第53回：遙かなる時空の中で5
- 第54回：ペルソナ2 罪
- 第55回：ガチトラ! 〜暴れん坊教師 in High School〜
- 第56回：El Shaddai ASCENSION OF THE METATRON
- 第57回：パタポン3
- 第58回：ケイオスリングス オメガ
- 第59回：トイ・ウォーズ
- 第60回：TROY無双
- 第61回：龍が如く OF THE END
- 第62回：レッドファクション：アルマゲドン
- 第63回：STEINS;GATE
- 第64回：ダンボール戦機
- 第65回：パワースマッシュ4
- 第66回：EARTH DEFENSE FORCE: INSECT ARMAGEDDON
- 第67回：戦国BASARA クロニクルヒーローズ
- 第68回：デビルサバイバー2
- 第69回：勇者30 SECOND
- 第70回：J.LEAGUE プロサッカークラブをつくろう! 7 EURO PLUS
- 第71回：WWE All Stars（英語版）
- 第72回：グローランサーIV オーバーリローデッド
- 第73回：戦国無双3 Empires
- 第74回：コープスパーティー Book of Shadows
- 第75回：RISE OF NIGHTMARES
- 第76回：閃乱カグラ -少女達の真影-
- 第77回：武装神姫 バトルマスターズ Mk.2
- 第78回：シャドウ・オブ・ザ・ダムド
- 第79回：Child of Eden（英語版）
- 第80回：ゴッド・オブ・ウォー 落日の悲愴曲&降誕の刻印 HDコレクション
- 第81回：ラチェット&クランク オールフォーワン
- 第82回：ラグナロク 〜光と闇の皇女〜
- 第83回：初音ミク -Project DIVA- extend
- 第84回：俺の屍を越えてゆけ
- 第85回：Saints Row: The Third
- 第86回：メタルギア ソリッド HD エディション
- 第87回：ソニック ジェネレーションズ 白の時空
- 第88回：アンチャーテッド 地図なき冒険の始まり、サワリ・マ・ク～ル!
- 第89回：みんなのゴルフ6、GRAVITY DAZE/重力的眩暈:上層への帰還において彼女の内宇宙に生じた摂動
- 第90回：FRONTIER GATE
- 第91回：ソウルマスター
- 第93回：ラビリンスの彼方
- 第94回：リズム怪盗R 皇帝ナポレオンの遺産
- 第95回：バイオハザード リベレーションズ
- 第96回：NeverDead
- 第97回：NEWラブプラス
- 第98回：バイナリードメイン
- 第99回：リアリティーファイター（英語版）
- 第100回：UFC3
- 第101回：ガールズRPG シンデレライフ
- 第102回：女の子と密室にいたら○○しちゃうかもしれない。
- 第103回：クロヒョウ2 龍が如く 阿修羅編
- 第104回：キングダム ハーツ 3D ［ドリーム ドロップ ディスタンス］
- 第105回：Diabolical Pitch（英語版）
- 第106回：ケイオスリングスII、拡散性ミリオンアーサー
- 第107回：ルミネス エレクトロニック シンフォニー
- 第108回：CONCEPTION 俺の子供を産んでくれ!
- 第109回：STARHAWK
- 第111回：ツイスター
- 第113回：ドラゴンクエストモンスターズ テリーのワンダーランド3D
- 第114回：TOKYO JUNGLE
- 第115回：LOLLIPOP CHAINSAW
- 第116回：喧嘩番長Bros.
- 第117回：世界樹の迷宮Ⅳ
- 第118回：MAX ANARCHY
- 第119回：タイムトラベラーズ
- 第120回：P4U
- 第121回：スーパーダンガンロンパ2 さよなら絶望学園
- 第122回：コープスパーティー -THE ANTHOLOGY- サチコの恋愛遊戯 Hysteric Birthday 2U
- 第123回：スナイパーエリートV2
- 第124回：閃乱カグラ Burst -紅蓮の少女達-
- 第125回：デビルサマナー ソウルハッカーズ
- 第126回：爆裂軍団レネゲード
- 第127回：ラチェット&クランク1・2・3 銀河★最強ゴージャスパック
- 第128回：リトルビッグプラネット PlayStation Vita
- 第129回：地球防衛軍3 PORTABLE
- 第132回：ブレイブリーデフォルト
- 第133回：ZONE OF THE ENDERS HD EDITION
- 第134回：龍が如く 1&2 HD EDITION
- 第135回：SILENT HILL: DOWNPOUR
- 第136回：真・三國無双6Empires
- 第137回：ドリームクラブ Complete Edipyon!
- 第138回：みんなのGOLF6
- 第139回：スポーツチャンピオン2
- 第140回：龍が如く5 夢、叶えし者
- 第141回：とんがりボウシと魔法の町
- 第142回：真・北斗無双
- 第143回：ファンタジーライフ
- 第146回：ディーエムシー デビルメイクライ
- 第147回：Black Knight Sword（英語版）
- 第148回：プレイステーション オールスター・バトルロイヤル
- 第149回：ドラゴンクエストVII エデンの戦士たち
- 第150回：メタルギア ライジング リベンジェンス
- 第151回：閃乱カグラ SHINOVI VERSUS -少女達の証明-
- 第152回：ソウルサクリファイス
- 第153回：初音ミク -Project DIVA- F
- 第154回：FRONTIER GATE Boost+
- 第155回：デッド オア アライブ5plus
- 第156回：朧村正
- 第157回：NINJA GAIDEN 3 Razor's Edge
- 第158回：メタルギア ライジング リベンジェンス用DLC JETSTREAM
- 第159回：セブンスドラゴン2020-II
- 第160回：トゥームレイダー
- 第161回：コインサーガ
- 第163回：ポカポン
- 第164回：ヴァルハラナイツ3（英語版）
- 第165回：バイオハザード リベレーションズ アンベールド エディション
- 第166回：インジャスティス:神々の激突
- 第167回：STORM LOVER 2nd
- 第168回：The Last of Us
- 第169回：討鬼伝
- 第170回：地球防衛軍4
- 第171回：メタルギア ソリッド レガシーコレクション
- 第172回：XBLAZE CODE:EMBRYO
- 第173回：逆転裁判5
- 第174回：KILLER_IS_DEAD
- 第175回：龍が如く1&2 HD EDITION for Wii U
- 第177回：CONCEPTIONII 七星の導きとマズルの悪夢
- 第178回：ロスト プラネット3（英語版）
- 第179回：パペッティア
- 第180回：モンスターハンター4
- 第181回：無双OROCHI2_Ultimate
- 第182回：英雄伝説_閃の軌跡
- 第183回：rain
- 第184回：ダンガンロンパ1・2_Reload
- 第185回：BEYOND: Two Souls
- 第186回：BLAZBLUE_CHRONOPHANTASMA
- 第187回：AKIBA'S TRIP2
- 第188回：ブック オブ スペルズ（英語版）
- 第189回：ライトニング リターンズ ファイナルファンタジーXIII
- 第190回：初音ミク Project mirai 2
- 第191回：アサシン クリード IV ブラック フラッグ
- 第192回：パズドラZ
- 第193回：ガイストクラッシャー
- 第194回：真・三國無双7 猛将伝
- 第195回：FINALFANTASYX/X-2 HD Remaster
- 第198回：戦国BASARA4
- 第199回：うた組み575
- 第201回：ぷよぷよテトリス
- 第202回：プレイルーム(PS4プリインストール)
- 第203回：龍が如く 維新!
- 第204回：牧場物語 つながる新天地
- 第205回：ソウルサクリファイス デルタ
- 第206回：メタルギアソリッドV グラウンド・ゼロズ
- 第207回：ヒーローバンク
- 第208回：NEWラブプラス＋
- 第209回：ウイニングポスト8
- 第210回：ドリームクラブGogo.
- 第211回：逆転裁判123 成歩堂セレクション
- 第212回：ハーレム天国だと思ったらヤンデレ地獄だった。
- 第213回：魔都紅色幽撃隊
- 第215回：ソニック&オールスターレーシング トランスフォームド
- 第216回：inFAMOUS Second Son
- 第217回：剣の街の異邦人 ～白の王宮～
- 第218回：ペルソナQ シャドウ オブ ザ ラビリンス
- 第219回：Wolfenstein: The New Order
- 第220回：AKIBA'S TRIP2 PS4版
- 第221回：FREEDOM WARS フリーダムウォーズ
- 第222回：ウォッチドッグス
- 第223回：俺の屍を越えてゆけ2
- 第224回：シャリーのアトリエ 〜黄昏の海の錬金術士〜
- 第225回：コープスパーティー BLOOD DRIVE
- 第226回：閃乱カグラ2 -真紅-
- 第227回：ロストディメンション

## ゲスト
| 回      | 放送日                        | ゲスト         | 肩書き・出演内容 等 |
| ------- | ----------------------------- | -------------- | --- |
| 004     | 2010年04月29日                | 安元洋貴       | |
| 005     | 2010年05月06日                | 安元洋貴       | 第4回収録後「軟禁」し、第5回放送分では声のみ出演。「もしよければ次も出てくれないか」と聞いたところ、軽いノリで承諾したとのこと。 |
| 007     | 2010年05月20日                | 中村悠一       | 同日の直前に放送された『杉田智和のアニゲラ!ディドゥーーン』から引き続き出演していた。                                            |
| 008     | 2010年05月27日                | 佐藤大         | 『スカーレッドライダーゼクス』シリーズ構成                                                                                       |
| 008     | 2010年05月27日                | 豊崎愛生       | VTR出演 |
| 009     | 2010年06月03日                | 中島愛         | |
| 011     | 2010年06月17日                | 竹下博信       | 『ゴースト トリック』プロデューサー                                                                                              |
| 011     | 2010年06月17日                | 巧舟           | 『ゴースト トリック』ディレクター                                                                                                |
| 012 013 | 2010年06月24日 2010年07月01日 | 杉田智和       | 『杉田智和のアニゲラ!ディドゥーーン』パーソナリティ                                                                              |
| 012 013 | 2010年06月24日 2010年07月01日 | 内田明理       | 『ときめきメモリアル Girl's Side 3rd Story』『ラブプラス+』プロデューサー                                                        |
| 014     | 2010年07月08日                | 森利道         | 『BLAZBLUE CONTINUUM SHIFT』プロデューサー                                                                                       |
| 014     | 2010年07月08日                | 太刀川凛       | ノエル公式コスプレイヤー |
| 015     | 2010年07月15日                | 男色ディーノ   | DDTプロレスリング |
| 015     | 2010年07月15日                | ヨシヒコ       | DDTプロレスリング |
| 019     | 2010年08月12日                | 祁答院慎       | 『コープスパーティー ブラッドカバー リピーティッドフィアー』シナリオライター                                                     |
| 021     | 2010年08月25日                | 北林達也       | 『モンハン日記 ぽかぽかアイルー村』プロデューサー                                                                                |
| 023     | 2010年09月09日                | 橋本真司       | 『フロントミッション エボルヴ』プロデューサー                                                                                    |
| 024     | 2010年09月16日                | 安元洋貴       | |
| 025     | 2010年09月23日                | 安元洋貴       | 声のみ出演 |
| 025     | 2010年09月23日                | 小川陽二郎     | 『クロヒョウ 龍が如く新章』プロデューサー                                                                                        |
| 025     | 2010年09月23日                | 城崎雅夫       | 『クロヒョウ 龍が如く新章』プランナー                                                                                            |
| 027     | 2010年10月07日                | 安藤武博       | スクウェア・エニックス プロデューサー                                                                                            |
| 028     | 2010年10月14日                | 柴貴正         | 『ロード オブ アルカナ』プロデューサー                                                                                           |
| 029     | 2010年10月21日                | 須田剛一       | グラスホッパー・マニファクチュア CEO 『NO MORE HEROES 2 DESPERATE STRUGGLE』総監督                                               |
| 029     | 2010年10月21日                | 男色ディーノ   | |
| 033     | 2010年11月18日                | 長谷川明子     | |
| 033     | 2010年11月18日                | 田村睦心       | |
| 034     | 2010年11月25日                | 辻本良三       | 『モンスターハンターポータブル 3rd』プロデューサー                                                                               |
| 034     | 2010年11月25日                | 一瀬泰範       | 『モンスターハンターポータブル 3rd』ディレクター                                                                                 |
| 039     | 2010年12月31日                | 鈴田健         | 『無限回廊 光と影の箱』プロデューサー                                                                                            |
| 039     | 2010年12月31日                | 池田裕貴       | 『無限回廊 光と影の箱』広報 |
| 040     | 2011年01月06日                | 亙重郎         | 『電脳戦機バーチャロン』シリーズ プロデューサー                                                                                  |
| 040     | 2011年01月06日                | 村山亨         | SEGA |
| 042     | 2011年01月20日                | さくらいとおる | 『アルカナハート』シリーズ 企画原案 兼 ディレクター                                                                              |
| 043     | 2011年01月27日                | 本山真二       | 『戦場のヴァルキュリア3』プロデューサー                                                                                          |
| 044     | 2011年02月03日                | 江城元秀       | 『逆転検事2』プロデューサー |
| 044     | 2011年02月03日                | 山﨑剛         | 『逆転検事2』ディレクター |
| 045     | 2011年02月10日                | 寺本來可       | |
| 045     | 2011年02月10日                | 内村史子       | |
| 045     | 2011年02月10日                | 内田真礼       | |
| 045     | 2011年02月10日                | 山本希望       | |
| 047     | 2011年02月24日                | 酒井智史       | 『ファンタシースターポータブル2 インフィニティ』プロデューサー                                                                   |
| 048     | 2011年03月03日                | 高橋光則       | 『DISSIDIA 012[duodecim] FINAL FANTASY』ディレクター                                                                             |
| 049     | 2011年03月10日                | 宮内淳         | 『真・三國無双6』ディレクター |
| 051     | 2011年03月24日                | 中村信彦       | 『イケニエノヨル』広報担当 |
| 052     | 2011年03月31日                | 安藤武博       | 『MOON DIVER』プロデューサー |
| 052     | 2011年03月31日                | 井上和則       | 『MOON DIVER』宣伝プロデューサー                                                                                                 |
| 054     | 2011年04月14日                | 目黒将司       | 『ペルソナ2 罪』ディレクター |
| 055     | 2011年04月21日                | 松本朋幸       | 『ガチトラ! 〜暴れん坊教師 in High School〜』ディレクター                                                                        |
| 056     | 2011年04月28日                | 木村雅人       | 『El Shaddai ASCENSION OF THE METATRON』プロデューサー                                                                           |
| 056     | 2011年04月28日                | 竹安佐和記     | 『El Shaddai ASCENSION OF THE METATRON』ディレクター                                                                             |
| 058     | 2011年05月12日                | 安藤武博       | 『ケイオスリングス オメガ』プロデューサー                                                                                        |
| 058     | 2011年05月12日                | 井上和則       | 『ケイオスリングス オメガ』宣伝プロデューサー                                                                                    |
| 059     | 2011年05月19日                | 齋藤和寛       | ガンホー・オンライン・エンターテイメント 社員                                                                                    |
| 059     | 2011年05月19日                | 塩島百合       | ガンホー・オンライン・エンターテイメント 社員                                                                                    |
| 061     | 2011年06月02日                | 馬場保仁       | 『龍が如く OF THE END』プロデューサー                                                                                            |
| 062     | 2011年06月09日                | 片方祐介       | 『レッドファクション：アルマゲドン』ローカライズプロデューサー                                                                   |
| 065     | 2011年07月30日                | 熊谷美恵       | 『パワースマッシュ4』プロデューサー                                                                                              |
| 070     | 2011年08月04日                | 山田理一郎     | 『J.LEAGUE プロサッカークラブをつくろう! 7 EURO PLUS』プロデューサー                                                             |
| 073     | 2011年08月25日                | 桂毅           | 『戦国無双3 Empires』広報 |
| 074     | 2011年09月01日                | 祁答院慎       | 『コープスパーティー Book of Shadows』シナリオライター                                                                           |
| 076     | 2011年09月15日                | 高木謙一郎     | 『閃乱カグラ -少女達の真影-』企画原案                                                                                            |
| 077     | 2011年09月22日                | 鈴木敦子       | 『武装神姫 バトルマスターズ Mk.2』広報                                                                                           |
| 080     | 2011年10月13日                | 香川聖子       | 『ゴッド・オブ・ウォー 落日の悲愴曲&降誕の刻印 HDコレクション』広報                                                              |
| 082     | 2011年10月27日                | 横山正純       | 『ラグナロク 〜光と闇の皇女〜』プロデューサー                                                                                    |
| 082     | 2011年10月27日                | 仁後真耶子     | |
| 082     | 2011年10月27日                | 高森奈津美     | |
| 084     | 2011年11月10日                | 加藤渉         | 『俺の屍を越えてゆけ』プロデューサー                                                                                             |
| 084     | 2011年11月10日                | 石川香代       | SCEIマーケティング部 |
| 085     | 2011年11月17日                | 国保雄揮       | 『Saints Row:The Third』プロジェクトマネージャー                                                                                 |
| 086     | 2011年11月24日                | 杉田智和       | |
| 086     | 2011年11月24日                | 山本さやか     | KONAMI広報 |
| 087     | 2011年12月01日                | 杉田智和       | |
| 087     | 2011年12月01日                | 飯塚隆         | 『ソニック ジェネレーションズ 白の時空』プロデューサー                                                                           |
| 088     | 2011年12月08日                | 石川啓次郎     | SCEIマーケティング部 |
| 088     | 2011年12月08日                | 林徹也         | SCEIマーケティング部 |
| 089     | 2011年12月15日                | 北尾泰大       | SCEIマーケティング部 |
| 090     | 2011年12月22日                | 向峠慎吾       | 『FRONTIER GATE』プロデューサー                                                                                                  |
| 090     | 2011年12月22日                | 小牟田修       | 『FRONTIER GATE』ディレクター |
| 090     | 2011年12月22日                | 男色ディーノ   | |
| 091     | 2011年12月29日                | 松下健太郎     | 『ソウルマスター』宣伝担当 |
| 091     | 2011年12月29日                | Aira Mitsuki   | |
| 091     | 2011年12月29日                | 男色ディーノ   | |
| 093     | 2012年01月12日                | 向峠慎吾       | 『ラビリンスの彼方』プロデューサー                                                                                               |
| 093     | 2012年01月12日                | 米山雅基       | 『ラビリンスの彼方』ディレクター                                                                                                 |
| 094     | 2012年01月19日                | 中村俊         | 『リズム快盗R 皇帝ナポレオンの遺産』プロデューサー                                                                               |
| 095     | 2012年01月26日                | 竹中司         | 『バイオハザード リベレーションズ』アシスタントプロデューサー                                                                    |
| 096     | 2012年02月02日                | 野尻真太       | 『NeverDead』プロデューサー |
| 097     | 2012年02月09日                | 内田明理       | コナミデジタルエンタテインメントラブプラスプロダクションシニアプロデューサー                                                     |
| 098     | 2012年02月16日                | 佐藤大輔       | 『バイナリードメイン』ディレクター                                                                                               |
| 099     | 2012年02月23日                | 林慶太         | SCEIマーケティング部 |
| 100     | 2012年03月01日                | 中村悠一       | |
| 103     | 2012年03月22日                | 小川陽二郎     | 『クロヒョウ2 龍が如く 阿修羅編』プロデューサー                                                                                  |
| 103     | 2012年03月22日                | 城崎雅夫       | 『クロヒョウ2 龍が如く 阿修羅編』プランナー                                                                                      |
| 104     | 2012年03月29日                | 井上紀子       | 『キングダム ハーツ 3D ［ドリーム ドロップ ディスタンス］』 宣伝担当                                                             |
| 106     | 2012年04月12日                | 安藤武博       | 『ケイオスリングスII』プロデューサー                                                                                             |
| 106     | 2012年04月12日                | 岩野弘明       | 『拡散性ミリオンアーサー』プロデューサー                                                                                         |
| 108     | 2012年04月26日                | 斎藤さん       | 『CONCEPTION 俺の子供を産んでくれ!』アソシエイトプロデューサー                                                                   |
| 113     | 2012年05月31日                | 安元洋貴       | |
| 163     | 2013年05月16日                | 阿部敦         | |
| 200     | 2014年01月30日                | 小野友樹       | 200回記念公開録音 |
| 214     | 2014年05月08日                | 間宮康弘       | |
| 236     | 2014年012月018日              | 安元洋貴       | |
| 237     | 2014年012月027日              | 安元洋貴       | |
| 237     | 2014年012月027日              | 男色ディーノ   | |